# Castiglione del Genovesi
Castiglione del Genovesi là một đô thị (comune) thuộc tỉnh Salerno trong vùng Campania của Ý. Castiglione del Genovesi có diện tích km2, dân số là người (thời điểm ngày).